# キャニオニング

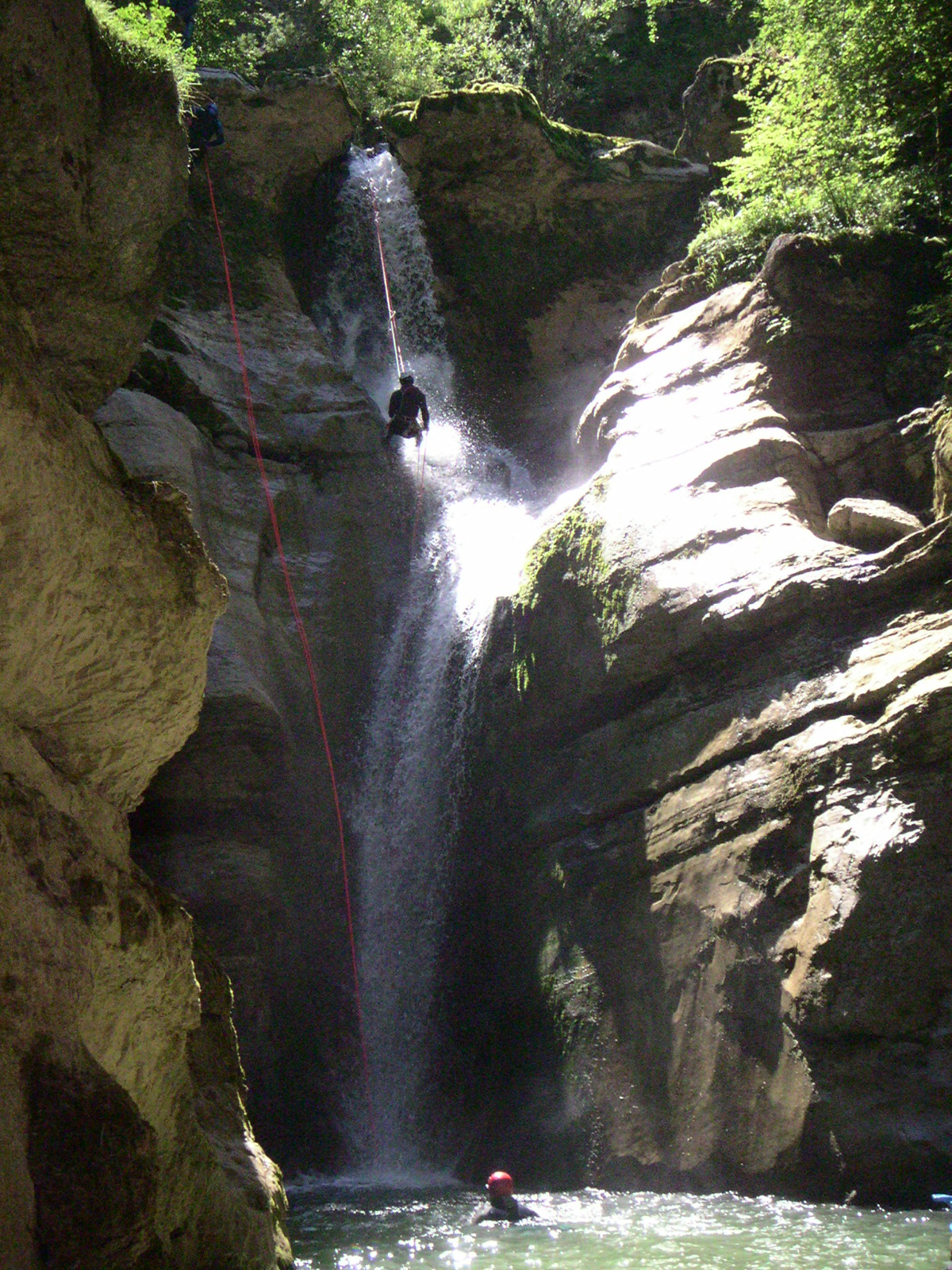
キャニオニング

キャニオニングは、アメリカ合衆国ではキャニオニアリング(Canyoneering)の名で知られ、アウトドアスポーツのトレッキング、クライミング、懸垂下降、カヌー、水泳、飛び込みなどの要素を用いて渓谷の中を目的のポイントまで下って行く活動を行なう。
登山の沢登りとは逆に渓谷を下っていくことを目的とする。

## 概要

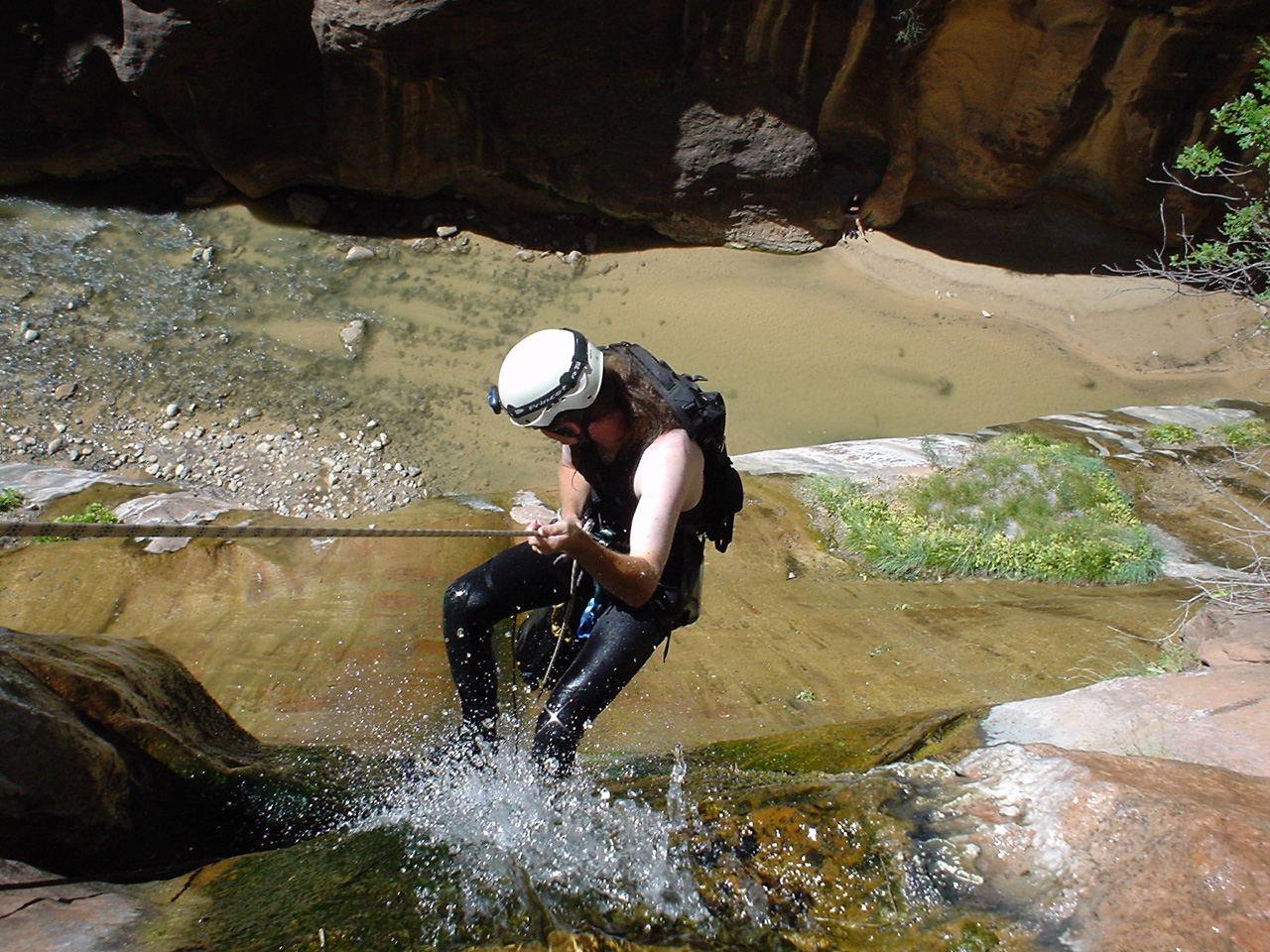
ザイオン国立公園でのキャニオニング

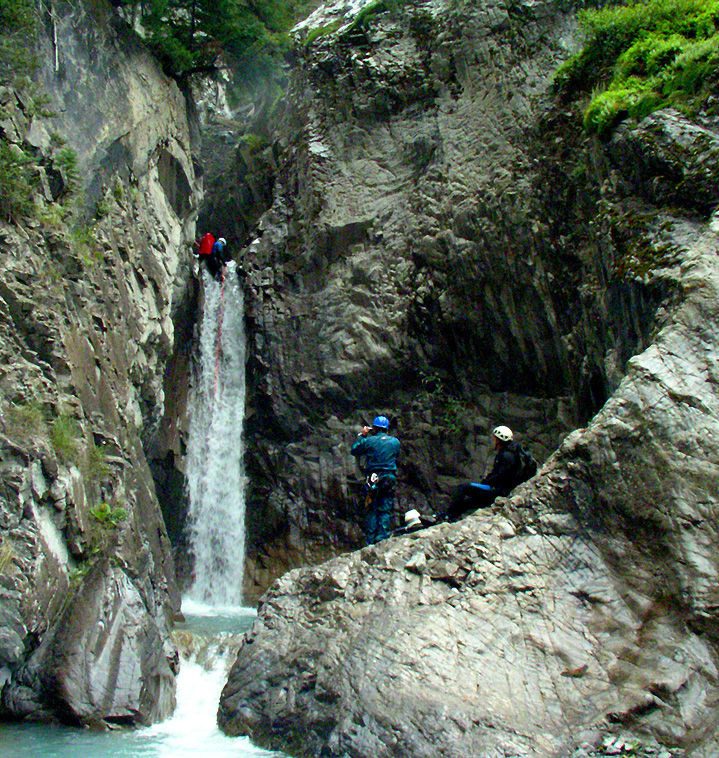
ロッキー山脈でのキャニオニング

特別な要素（クライミング、懸垂下降、カヌー、水泳、飛び込み）を用いない沢遊びもキャニオニング（キャニオニアリング）と呼ばれることもあるが、本来のキャニオニング（キャニオニアリング）はより高度な下降技術（懸垂下降、ロープワーク、アンカーリング、クライミング）や高度な飛び込み、水泳技術、などを駆使して渓谷内にある通常はアクセスできないエリアへ入ることを目的とすることが多い。
また、本来のではアクセスが容易でない場所に入るため、地図とコンパスを用いたナビゲーションスキルやその他の野外活動スキルを要する。
キャニオニング発祥の地とされるヨーロッパではバックカントリーのようにレジャーとして個人で渓谷内に入る人もいるが、日本国内においては商業化（アクティビティ化）されたキャニオニングツアーが主流。

## シャワークライミングとの違い
アクティビティ予約サイトなどではシャワークライミングと混同されることが多いが、概要の通りキャニオニングは下りを主とするスポーツであり、沢登りをアクティビティ化したシャワークライミングとは基本的には目的が違う。
ただし、現在日本で一般的なキャニオニングは簡単な飛び込みやスライダーなどをの要素を楽しむアクティビティ化された商業ツアーが多く、中にはシャワークライミングの要素を合わせてキャニオニングと呼んでいるものもある。

## 歴史

### 世界
1870年代　ヨーロッパ（主に南フランスのピレネー山脈周辺）で現在のキャニオニングのルーツといえるものが行われてきた。
1930年代　クロロプレンゴムが製造されはじめ、1960年代頃からレジャー用ウェットスーツが一般化するとともにフィールドが増える。
1980年代　コードレスハンマードリル普及によるアンカーリングが容易になり、ガイドブックが編纂されたことにより多くの人が楽しむようになる
1999年夏　スイスでキャニオニング中に21人が死亡する事故が発生、皮肉にもこの頃よりキャニオニングの認知度が高くなる

### 日本
1998年　ニュージランド人のマイク・ハリス（株キャニオンズ）によって、日本キャニオニングがスタート。群馬県みなかみ町を中心に徐々に全国各地へ広まる。
2010年　『ガイアの夜明け』でキャニオニングが紹介され、一気に人気が爆発。全国へ広まる

## 注意事項
キャニオニングは基本的にバックカントリースキーや沢登りと同じようなアドベンチャースポーツであり、常に危険を伴う。
特に水量の多い渓谷や、普段は少ない渓谷の増水時などは反転流（エディ）やホワイトウォーターによる浮力不足など、水難事故が起きやすいので注意が必要。
また、キャニオニングの対象となる渓谷があるような地域は大きな病院などから離れている場合が多く、また近かったとしても怪我をしてしまった場合には容易に脱出・搬送ができない場所が多く、登りを主とする沢登りと違い増水などにより容易に遭難する可能性もあるため基本的には訓練を積んだ専門家（ガイド）と行くことが推奨されるが、全国レベルでの資格が整備されていない日本においてはガイドが信頼できるかどうかを消費者が判断することは難しい部分もある。